# Guarbecque (ruisseau)
Pour les articles homonymes, voir Guarbecque.
Le ruisseau de  Guarbecque  est une rivière française, située dans le département du Pas-de-Calais, qui prend sa source à Norrent-Fontes et se jette dans la Lys à Saint-Venant. C'est un sous-affluent de l'Escaut par la Lys.

## Hydronymie
Le nom du ruisseau est attesté sous les formes Marsbeke en 887 (cart. Sith., p. 129), Le Guarbecque en 1725 (terr. de Ham).
On peut donc conjecturer l'étymologie, de la forme flamande Marsbeke de 887, comme étant le « ruisseau du marais » ou le « ruisseau du marécage ».
Il s'agit, selon Maurits Gysseling, d'un hydronyme d'origine germanique formé sur Gabra (marécage) et Baki (ruisseau) : Guarbecque signifie donc « ruisseau qui coule dans un marécage ».

## Géographie
Il prend sa source à Norrent-Fontes (62120), pour traverser les communes du Pas-de-Calais suivantes : Busnes (62350), Guarbecque (62330), Ham-en-Artois (62190), Isbergues (62330),  et Saint-Venant (62350), pour se jeter dans la Lys à  Saint-Venant

## Bassin versant
Le ruisseau de Guarbecque traverse une seule zone hydrographique « Lys Canalisée de l'écluse numéro 3 Saint Venant à l'écluse numéro 4 Merville » (E363) de 225 km2 de superficie .
Il est à noter que le ruisseau de Guarbecque a contribué à l'assèchement du marais pourri en drainant ses eaux dans une rivière construite par l'homme et ayant pour conséquence la réduction du débit d'eau de ruisseaux.